# La isla del tesoro (película de 1950)
La isla del tesoro es una película de aventuras de 1950, dirigida por Byron Haskin, basada en el libro homónimo de Robert Louis Stevenson. Fue producida por RKO-Walt Disney British Productions Limited, siendo la primera película de Walt Disney Productions rodada completamente en acción real. También fue la primera adaptación en pantalla de La isla del tesoro rodada en color.

## Sinopsis
Billy Bones, un viejo bucanero vive escondido en la posada del “Almirante Benbow”. Él, un famoso filibustero, guarda en su baúl un valioso mapa que indica el lugar exacto donde se oculta un gran tesoro, producto de las innumerables andanzas del pirata Capitán Flint. El malhechor es localizado por Perro Negro, un antiguo compañero de correrías piratas, al que ahuyenta a sablazos. Más tarde aparece un ciego, llamado Pew, que le entrega la Mancha Negra, un aviso de que sus antiguos camaradas piratas intentarán obtener el mapa. Bones muere de apoplejía, y el mapa con la localización del botín, llega a manos del pequeño Jim Hawkins, hijo de la dueña viuda de la posada.
Encantados por la idea de localizar el tesoro enterrado por el Capitán Flint, el Squire Trelawney, el Dr. Livesey y Jim Hawkins, fletan el navío La Española e inician una travesía marítima hacia una isla del caribeña, ignorando que un gran número de la tripulación pirata de Flint viaja a bordo del barco, incluyendo a Long John Silver, cocinero de a bordo, pero antaño temido contramaestre de Flint.

## Sobre el proyecto
Tras la adaptación de la novela de Robert Louis Stevenson emprendida por Victor Fleming en 1934, Walt Disney encargó una nueva versión a Byron Haskin, pidiéndole que se centrase en la relación entre Jim y John Silver, sin que esta fuera un mero vehículo de lucimiento para sus protagonistas, defecto que, en opinión de la crítica, acusaba la primera adaptación protagonizada por Wallace Berry y Jackie Cooper. Tal idea conlleva cierta fidelidad no solo hacia la historia ideada por el escritor, sino también hacia su sentido dramático. Fernando Savater analiza el original literario con las siguientes palabras: "Jim tiene que decidir si su campo es o no el de los piratas: si John Silver es bueno o malo. Jim advierte que hay dos modos de hacer las cosas, dos modelos contrapuestos -el del capitán Smollett y el del capitán Silver- y que ambos, son bien jugados, capaces de insospechados recuerdos de fuerza y de admirables conquistas. Toda su educación primaria le inclina a respetar e imitar el del capitán Smollet, y a no buscar salvación fuera de él; pero, y este es el argumento soterrado de la narración, los acontecimientos le proyectan al mundo de los piratas, brindándole la profunda tentación de la piratería, es decir, la insinuación de que para ganar un auténtico tesoro de filibusteros hay que hacerse de algún modo filibustero. En este punto aparece John Silver, maestro de bucaneros. El camino de Smollet no lleva al tesoro, el de Silver es la promesa constante de él".
Como viaje iniciático, "La isla del tesoro" dispone de ciertos hitos que puntúan el aprendizaje de Jim. Al llegar a Bristol este, se comporta imitando el modo de andar de los marineros, pero es todavía un pequeño inocente. A bordo del barco "La Española" pierde su inocencia al esconderse en un tonel de manzanas donde descubre la realidad sobre John Silver. Más tarde, ya en la isla, se escapa del campamento donde se refugia con Smollet y el Capitán para desviar la posición de "La Hispanolia" -dominada por los piratas que desean apuntar con sus cañones a sus enemigos-, aunque para ello deba matar a uno de los bucaneros: Israel. El proceso se completa cuando, provisto con el tesoro de Flynt, deja escapar a John Silver. 
Byron Haskin, en opinión del crítico y novelista José María Latorre, imprime carácter cinematográfico a ese proceso: "Mezcla con buen criterio el relato de iniciación (abundan los planos del viaje visto a través de los ojos de Jim), la descripción de tipos (una tripulación de cloaca) y los contratiempos de un viaje marítimo (sin que falten la tormenta ni el crimen: el asesinato del segundo de a bordo, expresado en off visual y cerrado con un expresivo primer plano de Silver pronunciando un cínico amén). Pero tal vez esto no sería suficiente si no fuera porque, al mismo tiempo, el filme está lleno de hallazgos de puesta en escena. Baste un ejemplo; en una ocasión, uno de los piratas se dirige hacia el barril donde se guardan las manzanas para coger una de ellas valiéndose de su cuchillo: si el detalle llama la atención se debe a que hasta entonces no se habían mostrado actitudes y gestos individuales de los tripulantes de la Hispaniola. Esta escena sirve para advertir que esos hombres suelen utilizar sus cuchillos para pinchar y extraer manzanas que contiene el barril; más adelante, Jim se introduce en el barril para coger una manzana y la casualidad hace que escuche una conversación de Silver con los tripulantes que le alerta sobre la conspiración: al término de la secuencia, Silver, blandiendo su cuchillo, se dirige hacia el barril de manzanas y el arma queda suspendida en el aire durante unos segundos sobre el cuerpo de Jim. El efecto de suspenso no es un artificio mecánico: se mezcla con el resultado de observar una costumbre marinera". 
Haskin intenta de esta manera imprimir cierto sentido lo dramático a la narración, creando una atmósfera opresiva: ya no solo en secuencias descritas por Latorre, sino al comienzo de la película -la llegada a la posada del pirata ciego que amenaza a Billy Bones-, la lucha en el fuerte improvisado por los hombres de Smollet, o el enfrentamiento entre Jim e Israel a bordo de la Hispanolia donde priman los encuadres muy cerrados. Empero, esa tonalidad se rompe hacia el final con el tratamiento humorístico del personaje de Ben Gunn, un pirata abandonado por John Silver, que ayuda a Jim y a Smollett a encontrar el tesoro de Flint.